# معركة دوبرو بول
معركة دوبرو بول (بالإنجليزية: Battle of Dobro Pole)‏ هي معركة حدثت في 15 سبتمبر 1918 خلال الحرب العالمية الأولى، أسفرت عن انتصار حاسم لدول الحلفاء وهزيمة بلغاريا، وقَّعت بلغاريا بعد تلك الهزيمة الهدنة التي أنهت تدخلها في الحرب العالمية الأولى.